# 마크 밀러 (배우)
마크 밀러(영어: Mark Miller, 1924년 11월 20일~2022년 9월 9일)는 미국의 배우이자 각본가이다.